# Los Encinos, Zacatecas
Los Encinos är en ort i Mexiko.   Den ligger i kommunen Concepción del Oro och delstaten Zacatecas, i den centrala delen av landet, 600 km norr om huvudstaden Mexico City. Los Encinos ligger 2 147 meter över havet och antalet invånare är 349.
Terrängen runt Los Encinos är kuperad, och sluttar österut. Runt Los Encinos är det mycket glesbefolkat, med 2 invånare per kvadratkilometer. Närmaste större samhälle är Zaragoza, 17,6 km söder om Los Encinos. Omgivningarna runt Los Encinos är i huvudsak ett öppet busklandskap.